# 徳利投げ
徳利投げ（とっくりなげ）は、相撲の日本相撲協会制定決まり手八十二手、捻り手の一つである。相手の頭を両手で挟みつけ、右か左に捻り倒す技。日本酒をお猪口に入れる徳利を持つ際に頭（実際には首）の部分をつまむことが由来である。2000年12月に決まり手として制定された新しい決まり手である。名称には「投げ」と付いているが、技の性質上は捻り手に分類されている。旧称合掌捻り（がっしょうひねり）。

## 解説
決まり手制定以降、幕内では3度以上、記録されており、2018年9月場所8日目で安美錦が琴勇輝に、2021年11月場所6日目で阿炎が佐田の海に、2022年5月場所4日目に千代大龍が翠富士に、それぞれ決めている。十両では8度記録されており、2004年1月場所5日目で魁道が大碇に、2004年7月場所初日で魁道が大碇に、2007年7月場所2日目で猛虎浪が十文字に、2010年11月場所11日目で城ノ龍が土佐ノ海に、2015年5月場所9日目で旭日松が大翔丸に、2017年9月場所3日目で大成道が照強に、同場所6日目で安美錦が琴勇輝に、2018年9月場所11日目に安美錦が豪風に、それぞれ決めている。
2004年、魁道康弘が1月場所（幕下）と7月場所（十両）に、大碇剛相手にがこの技で勝ったことが話題となり、日本テレビ系『徳光・所のスポーツえらい人グランプリ』で取り上げられたことがある。
2000年12月の新たな制定以前は合掌捻りという決まり手に含まれていた。
徳利投げが合掌捻りの一部として扱われていた時期は比較的長かったため、プロレスやサブカルチャー等大相撲以外の分野においては、2000年12月以降も徳利投げを「合掌捻り」の名で呼んでいることがある。
書籍『相撲四十八手』（1974年）によると相手の首の後側で両手を組む合掌捻りはかつては徳利投げに含まれていた。